# SEVENTH HEAVEN (X.Y.Z.→Aのアルバム)
『SEVENTH HEAVEN』（セヴンス・ヘヴン）は、X.Y.Z.→Aの7枚目のアルバム。2013年1月19日にBlasty Recordsより先行でリリースされ、2013年4月3日にはデラックス・エディションとしてリリースされた。

## 解説
前作から3年振りに発売された、X.Y.Z.→Aの通算7枚目となる、オリジナル・フルレンス・アルバム。
同アルバムの帯には「「何もかもがここに在る。すべてがここに溢れている。」We are in SEVENTH HEAVEN」と記されている。
2013年1月19日にBlasty Recordsより特典付き先行発売特別仕様(2CD)でリリースされた。(規格品番:BTYS-2003-4)
特典の「SPECIAL BONUS DISC」では、「INSPIRE FUTURE GENERATIONS」、「涙が溢れて止まれへんねん」の2曲が収録されている。
2013年4月3日にデラックス・エディションとして全国CDショップにて発売された。デラックス・エディションはSHM-CD仕様であり、「"PATRIOT'S DREAM （美しく花と散れ）" PV & メイキング」を収録したボーナスDVDが限定特典として付属された。

## 収録曲
1. RISING ANTHEM
作詞 / 作曲：二井原実
2. PATRIOT’S DREAM (美しく花と散れ)
作詞：二井原実 / 作曲：橘高文彦
3. INITIATION
作詞 / 作曲：ファンキー末吉
4. METAL HEADS
作詞 / 作曲：二井原実
5. WHILE YOU’RE STILL YOUNG
作詞：二井原実 / 作曲：橘高文彦
6. REAL MAN
作詞：二井原実 / 作曲：橘高文彦
7. SEVENTH HEAVEN
作詞：二井原実 / 作曲：橘高文彦
8. TESTAMENT
作詞 / 作曲：ファンキー末吉
9. 天下無敵
作詞：二井原実 / 作曲：ファンキー末吉
10. まだまだ最悪やないで
作詞：二井原実 / 作曲：和佐田達彦
11. A SONG FOR YOU
作詞 / 作曲：ファンキー末吉
12. STAY HUNGRY! STAY FOOLISH!
作詞：二井原実 / 作曲：橘高文彦
13. ありがとう
作詞 / 作曲：二井原実

### SPECIAL BONUS DISC
1. INSPIRE FUTURE GENERATIONS
作詞 / 作曲：二井原実
2. 涙が溢れて止まれへんねん
作詞 / 作曲：二井原実